# Picrodontidae
De Picrodontidae zijn een familie van uitgestorven zoogdieren behorend tot de Plesiadapiformes, verwanten van de primaten. Ze leefden in het Paleoceen in Noord-Amerika.
Het waren kleine dieren met een geschat gewicht van 69 gram voor Picrodus. Ze hadden een bijzonder gebit, mogelijk voor het eten van pollen en nectar of voor fruit.